# Guru Harkrishan Sahib Ji
El Guru Harkrishan Sahib Ji (en panjabi: ਗੁਰੂ ਹਰਿਕ੍ਰਿਸ਼ਨ ਜੀ) (1656 - 1664) era el fill menor del Guru Har Rai Sahib Ji. Fou nomenat Guru a la tendra edat de 5 anys, i va morir als 8, pel que va romandre com a Guru només 3 anys. Va prendre per a ell el patiment de la gent a Delhi, salvant dels efectes de l'epidèmia de verola. El Guru, va instruir als seus seguidors per construir escoles amb propòsits religiosos. Hi ha 4 Gurudwares en la seva memòria. No va escriure cap himne religiós. La majoria de les escoles Sikh actualment, es diuen com ell en la seva memòria.